# 藤島茱莉景子
藤島茱莉景子（日语：／?，1966年7月20日—）是日本經紀公司傑尼斯事務所的代表董事兼社長，同時也是傑尼斯事務所關聯公司傑尼斯風暴公司、公司、東京環球劇場管理公司的前代表董事兼社長。她還曾經是傑尼斯事務所旗下的女演員、藝人，別名。
藤島茱莉景子出生於日本東京都，父親是日本小說家兼評論家藤島泰輔，母親是傑尼斯事務所代表董事兼副社長瑪麗·喜多川，舅父是傑尼斯事務所創始人和代表董事兼社長強尼·喜多川。

## 人物簡歷
- 1966年，藤島茱莉景子出生。當時，景子的父親藤島泰輔還與高濱虛子的孫女朋子保持著夫妻關係，但是卻已經與酒吧女業主瑪麗·喜多川同居并生下景子。

- 1973年，6歲的藤島茱莉景子以“藤島茱莉”的名義參演了由Four Leaves（日语：フォーリーブス）主演的音樂劇《仰望夜空中的繁星（見上げてごらん夜の星を）》，從此踏入娛樂圈。隨後，她在《早安！兒童秀（日语：おはよう!こどもショー）》、《小小超人槍男爵（日语：小さなスーパーマン ガンバロン）》、《3年B組金八先生（第一季）》、等電視節目或電視劇中有活躍表現。

- 藤島茱莉景子初中就讀于元麻布的西町國際學校（日语：西町インターナショナルスクール）；高中隨父親在美國就讀；大學則考入自己舅父強尼·喜多川的母校上智大學，就讀于比較文學部。大學時代，還曾在瑞士留學。

- 在進入富士電視台秘書室工作之後，還以“藤島茱莉”和“茱莉·凱”的名義成為傑尼斯事務所的造型師。後來成為傑尼斯事務所旗下首家唱片公司傑尼斯娛樂公司的社長，后又成為傑尼斯風暴公司的代表董事兼社長。現在她還是傑尼斯事務所的代表董事兼社長。

## 家族關係
同父親藤島泰輔一樣，藤島茱莉景子也是日本中央賽馬會的認證馬主。其名下擁有“江戶大亨（エドノタイクーン）”、“茱莉最佳（ベストオブジュリー）”、“茱莉之星（ジュリースター）”、“邁向巔峰（ゴートゥザトップ）”、“我的幸福（マイハピネス）”等賽馬。 其中一部分賽馬是其在其父死後所繼承。
同時，藤島茱莉景子還是藤島泰輔作品著作權的繼承人。

## 主要作品

### 音樂劇
- 《仰望夜空中的繁星》（1973年6月17日－8月，成立七週年音樂劇）

- 《早安！兒童秀－迷你音樂劇》（與Johnnys' Junior Special（日语：JOHNNYS' ジュニア・スペシャル）公演）

## 唱片製作
- 《仰望夜空中的繁星》（1973年7月21日，Four Leaves（日语：フォーリーブス）的專輯）－公演：南沙織（日语：南沙織）、Super Ages（日语：スーパーエイジス）

## 相關詞條
- 傑尼斯事務所
- 藤島泰輔
- 瑪麗·喜多川
- 強尼·喜多川